# Tuchlin (wieś w województwie warmińsko-mazurskim)
Tuchlin (niem. Tuchlinnen) – wieś w Polsce, położona w województwie warmińsko-mazurskim, w powiecie piskim, w gminie Orzysz, nad brzegiem Jeziora Tuchlin.
W latach 1975–1998 wieś położona była w województwie suwalskim.

## Integralne części wsi
| SIMC    | Nazwa    | Rodzaj    |
| ------- | -------- | --------- |
| 1047357 | Dąbrowa  | część wsi |
| 1046820 | Zdęgowo  | część wsi |
| 1046837 | Zdęgówko | część wsi |

## Historia
Wieś założono przed rokiem 1477, gdy nastąpiło odnowienie przywileju lokacyjnego dla Piotra Przerowskiego. Tuchlin nosił wtedy nazwę Toclin, następnie Camelosen. W czasie epidemii dżumy w latach 1709-1710 wymarła cała ludność wsi.
W roku 1745 w Tuchlinie założono szkołę, do której w 1935 uczęszczało 64 uczniów (nauczał tam 1 nauczyciel). W 1867 we wsi mieszkały 143 osoby, a do 1939 liczba ta wzrosła do 421. Po wojnie, u schyłku 1945 w Tuchlinie mieszkało zaledwie 70 Niemców i 5 Polaków.
Na posesji dawnej szkoły podstawowej rośnie pomnikowy okaz lipy drobnolistnej.